# Juniorvärldsmästerskapen i nordisk skidsport 2007
Juniorvärldsmästerskapen i nordisk skidsport 2007 arrangerades i Tarvisio i Italien mellan den 12 och 18 mars 2007. Sverige blev bästa guldnation med 4 guld, varav 2 (två) från Charlotte Kalla, ett från Robin Bryntesson och ett guld från det svenska stafettlaget på herrsidan. Sett till antalet medaljer blev Norge bäst med totalt 9 medaljer, en mer än Sverige.

## Damer

### Resultat

#### Sprint
12 mars 2007.
| Pos. | Namn            | Nation   | Omgång  |
| ---- | --------------- | -------- | ------- |
| 1    | Astrid Jacobsen | Norge    | A-final |
| 2    | Charlotte Kalla | Sverige  | A-final |
| 3    | Denise Herrmann | Tyskland | A-final |

#### Sprint U-23
13 mars 2007.
| Pos. | Namn              | Nation    | Omgång  |
| ---- | ----------------- | --------- | ------- |
| 1    | Alena Prochazkova | Slovakien | A-final |
| 2    | Laura Valaas      | USA       | A-final |
| 3    | Piret Pormeister  | Estland   | A-final |

#### 5 km Fristil; Intervallstart
14 mars 2007.
| Pos. | Namn                 | Nation  | Tid     |
| ---- | -------------------- | ------- | ------- |
| 1    | Charlotte Kalla      | Sverige | 11:44,5 |
| 2    | Marthe Kristoffersen | Norge   | +30,7   |
| 3    | Astrid Jacobsen      | Norge   | +34,7   |

#### 10 km Fristil; Intervallstart U-23
15 mars 2007.
| Pos. | Namn           | Nation  | Tid     |
| ---- | -------------- | ------- | ------- |
| 1    | Silvana Bucher | Schweiz | 24:28,1 |
| 2    | Sofia Bleckur  | Sverige | +19,6   |
| 3    | Marina Piller  | Italien | +20,9   |

#### Skiathlon: 5 km F + 5 km K
16 mars 2007.
| Pos. | Namn                | Nation  | Tid     |
| ---- | ------------------- | ------- | ------- |
| 1    | Charlotte Kalla     | Sverige | 26:10,9 |
| 2    | Marte Monrad-Hansen | Norge   | +40,8   |
| 3    | Therese Johaug      | Norge   | +41,7   |

#### Skiathlon: 7,5 km F + 7,5 km K U-23
| Pos. | Namn              | Nation    | Tid     |
| ---- | ----------------- | --------- | ------- |
| 1    | Julija Tjekaljova | Ryssland  | 41:53,8 |
| 2    | Coraline Hugue    | Frankrike | +6,4    |
| 3    | Ivana Janečková   | Tjeckien  | +15,0   |

#### Stafett 4x3,3 km
| Pos. | Namn                                                               | Nation  | Tid     |
| ---- | ------------------------------------------------------------------ | ------- | ------- |
| 1    | Celine Brun-Lie Therese Johaug Marte Monrad-Hansen Astrid Jacobsen | Norge   | 34:09,4 |
| 2    | Mia Eriksson Eva Svensson Anna Simberg Charlotte Kalla             | Sverige | +2,6    |
| 3    | Satu Annila Kerttu Niskanen Anne Kylloenen Mari Laukkanen          | Finland | +46,8   |

## Herrar

### Resultat

#### Sprint
12 mars 2007.
| Pos. | Namn          | Nation   | Omgång  |
| ---- | ------------- | -------- | ------- |
| 1    | Ivan Ivanov   | Ryssland | A-final |
| 2    | Martti Jylhae | Finland  | A-final |
| 3    | Eirik Saeves  | Norge    | A-final |

#### Sprint U-23
13 mars 2007.
| Pos. | Namn              | Nation  | Omgång  |
| ---- | ----------------- | ------- | ------- |
| 1    | Robin Bryntesson  | Sverige | A-final |
| 2    | Marcus Hellner    | Sverige | A-final |
| 3    | Matias Strandvall | Finland | A-final |

#### 10 km Fristil; Intervallstart
14 mars 2007.
| Pos. | Namn               | Nation    | Tid     |
| ---- | ------------------ | --------- | ------- |
| 1    | Martti Jylhae      | Finland   | 22:40,9 |
| 2    | Aleksej Poltaranin | Kazakstan | +16,3   |
| 3    | Alex Harvey        | Kanada    | +30,5   |

#### 15 km Fristil; Intervallstart U-23
15 mars 2007.
| Pos. | Namn           | Nation   | Tid     |
| ---- | -------------- | -------- | ------- |
| 1    | Dario Cologna  | Schweiz  | 34:57,0 |
| 2    | Ilia Chernosov | Ryssland | +47,2   |
| 3    | Nobu Naruse    | Japan    | +49,7   |

#### Skiathlon: 10 km F + 10 km K
16 mars 2007.
| Pos. | Namn                | Nation | Tid     |
| ---- | ------------------- | ------ | ------- |
| 1    | Eirik Kurland Olsen | Norge  | 52:49,8 |
| 2    | Sjur Røthe          | Norge  | +3,5    |
| 3    | Alex Harvey         | Kanada | +4,6    |

#### Skiathlon: 15 km F + 15 km K U-23
17 mars 2007.
| Pos. | Namn                  | Nation   | Tid       |
| ---- | --------------------- | -------- | --------- |
| 1    | Dario Cologna         | Schweiz  | 1:21:50,4 |
| 2    | Curdin Perl           | Schweiz  | +1,6      |
| 2    | Stanislav Volzhentsev | Ryssland | +1,6      |

#### Stafett 4x5 km
18 mars 2007.
| Pos. | Namn                                                           | Nation    | Tid     |
| ---- | -------------------------------------------------------------- | --------- | ------- |
| 1    | Jesper Modin Patrik Karlsson Magnus Engström Adam Johansson    | Sverige   | 49:18,1 |
| 2    | Ivan Ivanov Dmitri Vasiliev Evgenie Garanichev Andrey Parfenov | Ryssland  | +0,3    |
| 3    | Markus Bader Michael Reiter Felizian Herburger Johannes Duerr  | Österrike | +0,5    |

## Medaljligan
| Pos. | Land      | Guld | Silver | Brons | Totalt |
| ---- | --------- | ---- | ------ | ----- | ------ |
| 1    | Sverige   | 2    | 3      | 0     | 5      |
| 2    | Norge     | 2    | 2      | 2     | 6      |
| 3    | Ryssland  | 1    |        |       | 1      |
| 3    | Schweiz   | 1    |        |       | 1      |
| 3    | Slovakien | 1    |        |       | 1      |
| 6    | Frankrike |      | 1      |       | 1      |
| 6    | USA       |      | 1      |       | 1      |
| 8    | Estland   |      |        | 1     | 1      |
| 8    | Finland   |      |        | 1     | 1      |
| 8    | Italien   |      |        | 1     | 1      |
| 8    | Tjeckien  |      |        | 1     | 1      |
| 8    | Tyskland  |      |        | 1     | 1      |

| Pos. | Land      | Guld | Silver | Brons | Totalt |
| ---- | --------- | ---- | ------ | ----- | ------ |
| 1    | Sverige   | 2    | 1      |       | 3      |
| 1    | Schweiz   | 2    | 1      |       | 3      |
| 3    | Ryssland  | 1    | 3      |       | 4      |
| 4    | Norge     | 1    | 1      | 1     | 3      |
| 4    | Finland   | 1    | 1      | 1     | 3      |
| 6    | Kazakstan |      | 1      |       | 1      |
| 7    | Kanada    |      |        | 2     | 2      |
| 8    | Japan     |      |        | 1     | 1      |
| 8    | Österrike |      |        | 1     | 1      |

### Totalt
| Pos. | Land      | Guld | Silver | Brons | Totalt |
| ---- | --------- | ---- | ------ | ----- | ------ |
| 1    | Sverige   | 4    | 4      | 0     | 8      |
| 2    | Norge     | 3    | 3      | 3     | 9      |
| 3    | Schweiz   | 3    | 1      | 0     | 4      |
| 4    | Ryssland  | 2    | 3      | 0     | 5      |
| 5    | Finland   | 1    | 1      | 2     | 4      |
| 6    | Slovakien | 1    | 0      | 0     | 1      |
| 7    | Frankrike | 0    | 1      | 0     | 1      |
| 7    | Kazakstan | 0    | 1      | 0     | 1      |
| 7    | USA       | 0    | 1      | 0     | 1      |
| 10   | Kanada    | 0    | 0      | 2     | 2      |
| 11   | Estland   | 0    | 0      | 1     | 1      |
| 11   | Italien   | 0    | 0      | 1     | 1      |
| 11   | Japan     | 0    | 0      | 1     | 1      |
| 11   | Tjeckien  | 0    | 0      | 1     | 1      |
| 11   | Tyskland  | 0    | 0      | 1     | 1      |
| 11   | Österrike | 0    | 0      | 1     | 1      |